# هارلي هاميلتون
هارلي هاميلتون (بالإنجليزية: Harley Hamilton)‏ هو موزع وعازف كمان وملحن أمريكي، ولد في 8 مارس 1861 في نيويورك في الولايات المتحدة، وتوفي في 14 مايو 1933 بسبب سكتة.